# 张郭镇
张郭镇位于兴化市东南角，西傍宁靖盐高速，东临204国道和沿海高速，省级航道泰东河穿境而过。镇域面积84.5平方千米，人口6.3万，辖24个行政村、3个居委会。先后获全国文明镇、全国卫生镇、全国农业旅游示范点、全国环境优美镇和全国先进基层党组织，连续多年位居泰州市经济工作十强乡镇行列。
2021年3月11日，撤销张郭镇，其行政区域并入新设立的戴南镇。

## 行政区划
赵万居委会，裕民居委会，水产居委会，蒋庄村，罗么村，赵万村，欧家村，同济村，葛尤村，刘纪村，五星村，周家村，南桥村，草积村，千户村，陆姜村，吁戚村，华庄村，朱家村，藕杭村，港南村，杨家村，三舍村，蒲场村，唐刘村，东周村，西周村
现辖：
赵万社区、裕民社区、水产社区、蒋庄村、罗么村、赵万村、欧家村、同济村、葛尤村、刘纪村、五星村、周家村、南桥村、草积村、千户村、陆姜村、吁戚村、华庄村、朱家村、藕杭村、港南村、杨家村、三舍村、蒲场村、唐刘村、东周村和西周村。